# Ледянське заповідне урочище
Ледянське заповідне урочище — проєктований об'єкт природно-заповідного фонду.
Розташований  поблизу с. Ледянка на Хмельниччині. Був зарезервований для наступного заповідання рішенням Хмельницького облвиконкому № 5 від 25.12.1997 року.

## Опис
Мальовнича місцевість з великим розмаїттям рослин. Виконує проерозійні функції.
Площа — 42 га.